# Казалинский уезд
Казалинский уе́зд — административно-территориальная единица в составе Сыр-Дарьинской области Российской империи.
Уездный центр — город Казалинск.

## История
Уезд образован 21 октября 1868 года.

## Административно-территориальное деление
Волости на 1 января 1926 года:

1. Аккырская алим (кете, шомекей)

2. Акчатавская алим (шекты, кете, торткара)

3. Актогайская алим (торткара, шомекей, шекты, кете),
жетыру (кердери)

4. Актюбинская алим (шекты, торткара)

5. Джамансырская алим (шомекей, кете), байулы(алтын, алаша)
аргын, торе

6. Зангарская алим (шомекей), кожа

7. Калымбасовская алим (карасакал, торткара), кожа

8. Карабастугайская алим (шомекей), кожа

9. Каракульская алим (шекты, каракесек, шомекей),
жетыру (керейт), байулы(алтын)

10. Кармакчинская байулы(алтын, шеркеш), жетыру(табын, керейт),
алим(шомекей), кыпшак, аргын, торе, толенгут

11. Костамская алим, кожа, торе, толенгут

12. Кувандарьинская алим (шомекей, кете),
жетыру (керейт, телеу, рамадан)

13. Кучербаевская алим (шомекей)

14. Макбальская алим (шекты, торткара, кете)

15. Райымская алим (шекты, шомекей), торе, толенгут

16. Сарытугайская алим (торткара), кыргыз

17. Чибиндинская алим (шекты, торткара, шомекей)

18. Курганчинская алим (шомекей, торткара), жалайыр